# Sector Marzahn-Hellersdorf
Sectorul Marzahn-Hellersdorf este sectorul numărul 10 din Berlin, acesta a luat ființă în anul 2001 prin fuziunea sectoarelor Marzahn și Hellersdorf.

## Cartiere
- Sector 10 Marzahn-Hellersdorf
  - 1001 Marzahn
    - Marzahn-Nord (mit Ahrensfelde)
    - Marzahn-Mitte
    - Marzahn-Süd (mit Alt-Marzahn (Marzahn-Mühle), Springpfuhl)

  - 1002 Biesdorf
    - Biesdorf-Nord
    - Biesdorf-Süd

  - 1003 Kaulsdorf
    - Kaulsdorf-Nord
    - Kaulsdorf-Süd

  - 1004 Mahlsdorf
    - Mahlsdorf-Nord
    - Mahlsdorf-Süd

  - 1005 Hellersdorf
    - Hellersdorf-Nord (mit Helle Mitte)
    - Hellersdorf-Ost
    - Hellersdorf-Süd